# Districte d'Alps-Danubi
Alps-Danubi (alemany: Alb-Donau-Kreis) és un districte alemany situat a l'estat federat de Baden-Württemberg. Confronta amb (del sud i en sentit del rellotge) els districtes de Biberach, Reutlingen, Göppingen i Heidenheim, els districtes bàvars de Günzburg i Neu-Ulm i la ciutat d'Ulm.